# Abra del Sauce
Abra del Sauce ist ein kleines Dorf im Nordwesten Argentiniens. Es gehört zum Departamento Iruya in der Provinz Salta und liegt 4 km nordöstlich des Dorfes Rodeo Colorado.
Das Dorf hat eine Kapelle und eine Grundschule mit Übernachtungsmöglichkeit für Kinder aus entfernter liegenden Ortschaften.
Abra del Sauce ist der Sitz des Centro Kolla Unidos de Abra del Sauce y Rodeo Colorado, einer Interessengemeinschaft der in dem Gebiet lebenden Kolla-Indianer.